# タイガー・スタジアム (LSU)
タイガー・スタジアムは、ルイジアナ州バトンルージュのルイジアナ州立大学(LSU)キャンパスにある球技場。
世界のスタジアム収容人数では9番目でNCAAフットボールの競技場では6番目に多く収容可能。フットボールの試合だけでなく、コンサートの開催が多い。最近ではテイラー・スウィフトや、2010年以降毎年メモリアルデーに行われるバイユー・カントリー・スーパーフェストが開催されている。
2005年にはハリケーン・カトリーナの被害が出たルイジアナ・スーパードームの代わりとして、ニューオーリンズ・セインツのNFL公式戦が4試合行われた。その他、サウスカロライナ・ゲームコックスの試合も2015年に1試合開催された。